# Fenestrulina morrisae
Fenestrulina morrisae är en mossdjursart som först beskrevs av Soule, Soule och Chaney 1995.  Fenestrulina morrisae ingår i släktet Fenestrulina och familjen Microporellidae. Inga underarter finns listade i Catalogue of Life.